# Kościół św. Mateusza w Sztokholmie
Kościół św. Mateusza w Sztokholmie – luterański kościół parafialny należący do Kościoła Szwecji, znajdujący się w Sztokholmie przy Vanadisvägen (w pobliżu Odenplan).

## Historia
Świątynię wzniesiono w latach 1902-1903 według projektu Erika Lallerstedta. W latach 1907–1908 do kościoła dobudowano kaplicę pogrzebową. W latach 1923–1925 obiekt przebudowano oraz powiększono. Przy tej okazji doszło do zmiany wystroju wnętrz. Zrealizowano wówczas obrazy al seeco w chórze autorstwa Olle Hjortzberga i witraże tegoż artysty. Rzeźby nastawy ołtarzowej i rzeźbę ewangelisty Mateusza w wejściu do kościoła stworzył Ivar Jonsson. Dekorację malarską sporządził Filip Månsson. W 1946 Olle Hjortzberg namalował w sferze chóru obraz „Muzyka u bram nieba”. W 1958 odbudowano kaplicę pogrzebową. Została ona ozdobiona przez Einara Forsetha. W 1972 zbudowano nowe organy (przedsiębiorstwo Marcussen och Son), które należą do najlepszych w Sztokholmie.

## Galeria

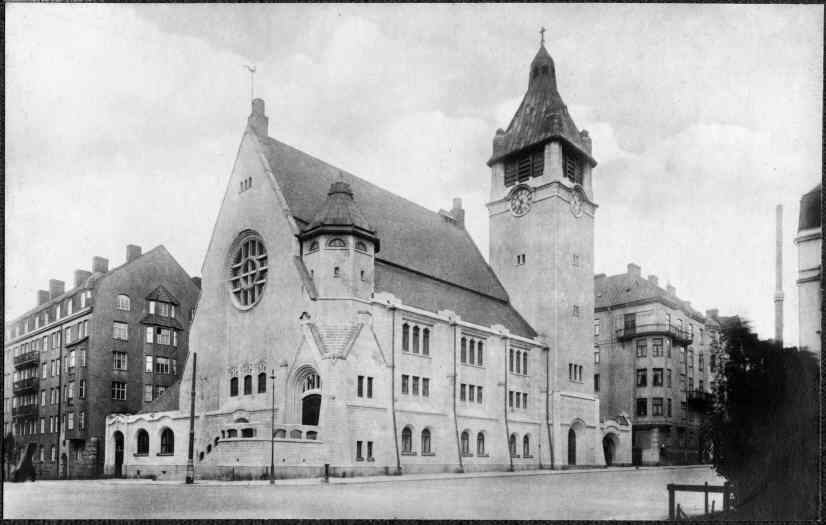
Widok historyczny
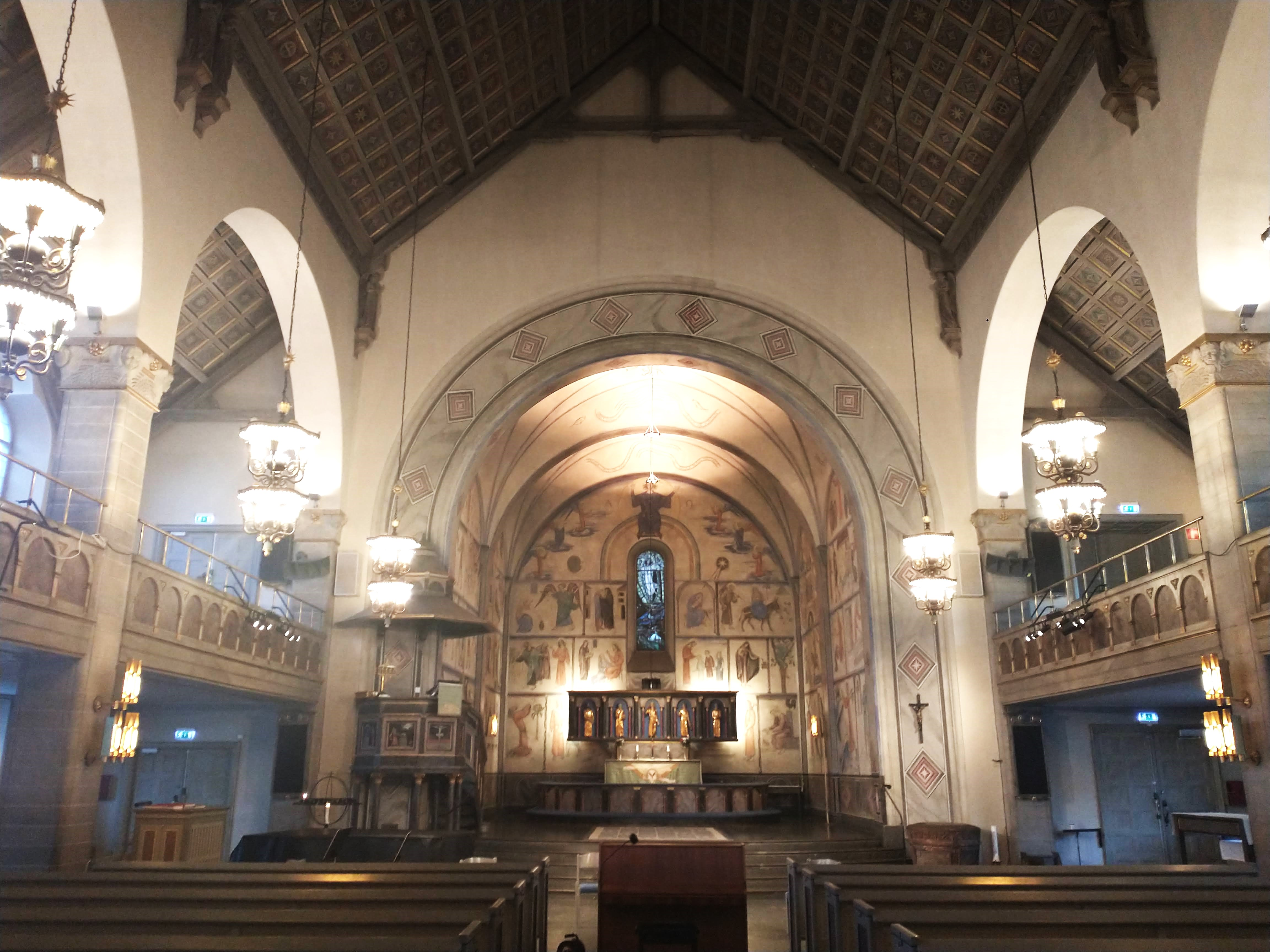
Wnętrze i ołtarz
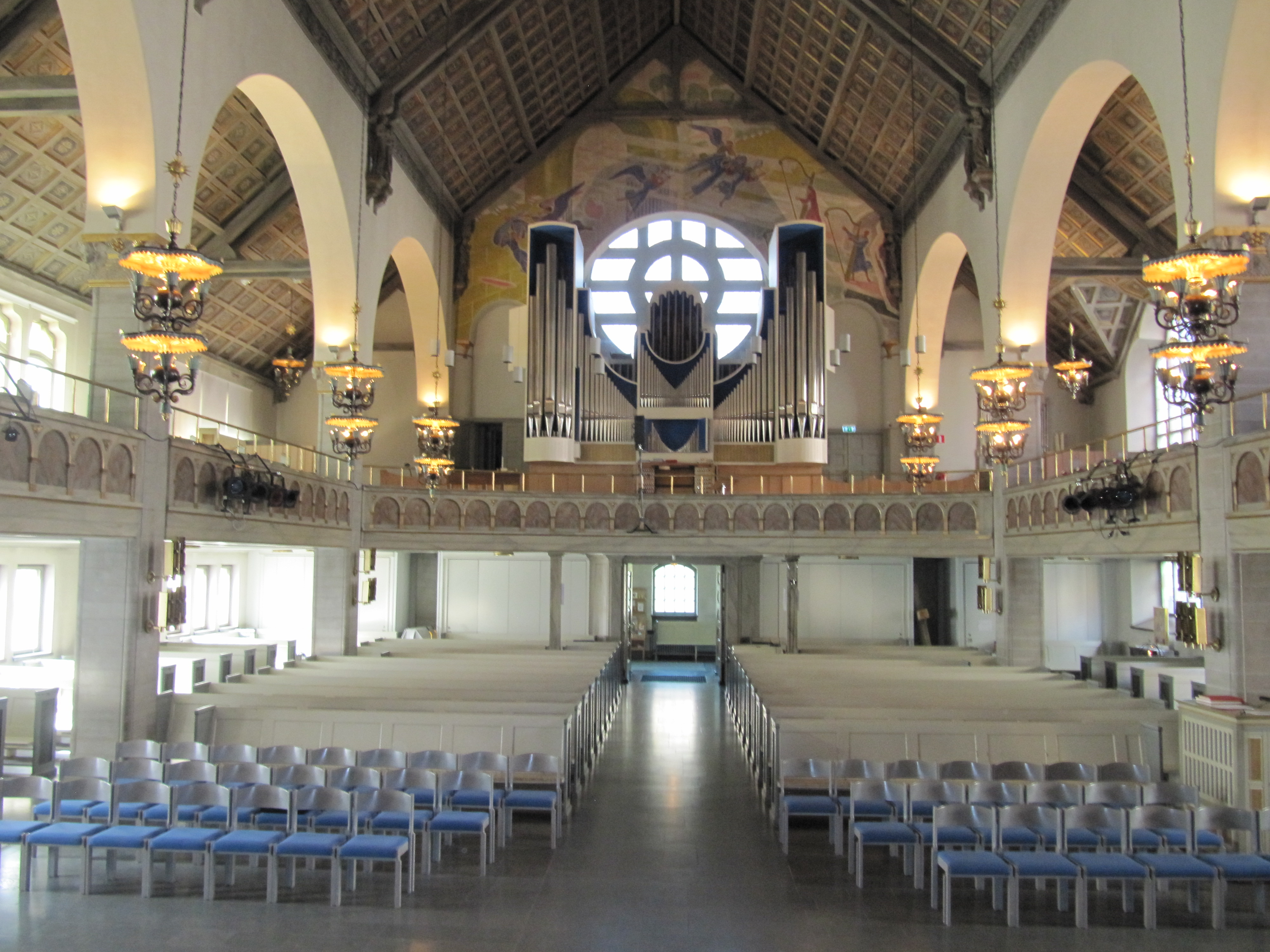
Chór i organy